# Moschus moschiferus
Il mosco siberiano (Moschus moschiferus Linnaeus, 1758) è un mosco diffuso nelle foreste di montagna dell'Asia nord-orientale. È piuttosto comune nella taiga della Siberia meridionale, ma si incontra anche in alcune regioni di Mongolia, Mongolia Interna, Manciuria e Penisola Coreana; una particolare sottospecie è presente sull'isola di Sachalin. Ha abitudini prevalentemente notturne e si sposta solo su brevi distanze.

## Tassonomia
Attualmente ne vengono riconosciute cinque sottospecie:
- M. m. moschiferus Linnaeus, 1758 (Siberia e Mongolia);
- M. m. arcticus Flerov, 1929 (Monti di Verchojansk);
- M. m. parvipes Hollister, 1911 (Corea);
- M. m. sachalinensis Flerov, 1929 (isola di Sachalin);
- M. m. turowi Zalkin, 1945 (Estremo Oriente Russo).

## Descrizione

Cranio di M. moschiferus.

Come tutti gli altri moschi, anche quello siberiano non possiede corna o ghiandole facciali, ma in ambedue i sessi presenta una ghiandola sotto la coda, dalla quale trasuda una sostanza dall'odore caprino. Il maschio adulto è fornito anche di una borsa vicino all'ombelico, la quale secerne una sostanza gelatinosa dall'odore pungente, comunemente chiamata muschio.
Nel mosco, sia maschio che femmina, i denti canini sono assai lunghi: quelli del maschio, a forma di sciabola, e incurvati all'indietro, misurano circa 10 cm.
Ha il manto di un colore marrone pomellato, dal pelo assai lungo che, sul dorso, raggiunge anche i 10 cm. Ha zampe molto sottili e raggiunge un'altezza di 55 cm alla spalla, mentre la groppa è più alta. Malgrado sia la specie di mosco più grande, rimane pur sempre un animale di piccole dimensioni, con un peso che si aggira sui 7-17 kg.

## Distribuzione e habitat
Questa specie ha un areale molto esteso, che comprende Russia (Siberia ed Estremo Oriente), le estreme propaggini orientali del Kazakistan, Cina nord-orientale e nord-occidentale, Mongolia, Corea del Nord e Corea del Sud. Vari avvistamenti avvenuti in Afghanistan, Pakistan, India, Kirghizistan, Nepal, Bhutan, Birmania e Vietnam si riferiscono invece ad altre specie del genere Moschus. In Russia vivono quattro delle cinque sottospecie di M. moschiferus: M. m. moschiferus (Siberia), M. m. turowi (Estremo Oriente Russo), M. m. arcticus (Monti di Verchojansk) e M. m. sachalinensis (isola di Sachalin). In Mongolia, M. m. moschiferus abita in alcune regioni boschive delle pendici settentrionali dell'Altaj Mongolo, dei Monti Hangai, Hentii, Hövsgöl e, forse, anche attorno al monte Han Höhii, situato a ovest degli Hangai. In Cina vivono due sottospecie: M. m. moschiferus, in Xinjiang (Monti Altai), Mongolia Interna ed Heilongjiang, e M. m. parvipes, sul Piccolo Xing'an, situato lungo il confine con la Corea del Nord, e sui Monti Changbai, nonché, più a ovest, sull'Altopiano dell'Ordos. M. m. parvipes è molto diffuso anche nelle due Coree.
Predilige vivere nella taiga, ma si incontra facilmente anche al di sopra dei 2600 m di quota.

## Biologia
Durante il giorno, il mosco siberiano, animale solitario dagli istinti territoriali, vive nascosto nei boschetti o accovacciato tra i macigni, per uscirne soltanto al crepuscolo o a notte inoltrata. Procede con salti e volteggi, arrampicandosi con facilità sui ripidi pendii, aiutandosi coi suoi zoccoli o con gli speroni che gli impediscono di scivolare. È anche un ottimo nuotatore e, grazie ai suoi zoccoli, si sposta sulla neve con facilità.

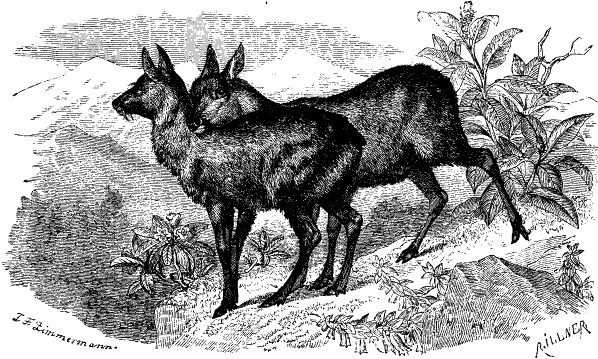
Coppia di moschi su un'antica stampa.

Il comportamento del mosco siberiano varia a seconda delle diverse zone della sua area. In Siberia esso vive al centro della taiga. Durante l'inverno, si tiene principalmente nelle foreste di abete rosso e bianco, e preferisce quelle zone sui pendii più ripidi, dove la neve non persiste e quindi è meno profonda. Nella parte centrale del suo territorio, si trova un affioramento di roccia di cui l'animale si serve come rifugio in caso d'incursioni di predatori. Dove la roccia scarseggia, anche il mosco siberiano è raro.
D'estate, i moschi scendono a valle dove trovano l'acqua dei fiumi, l'erba fresca e la vegetazione in abbondanza, e dove gli alberi sono distribuiti su di una vasta superficie. Essi evitano, tuttavia, il terreno paludoso.
In tutte le stagioni, però, i maschi si trovano in luoghi più alti di quelli preferiti dalle femmine. Quando, giunto l'inverno, i moschi fanno ritorno ai loro declivi, si installano in nuovi territori, ciascuno dell'area di 2,5 km². Generalmente, il territorio del maschio è contiguo a quello della femmina.
Ogni maschio stabilisce un punto d'identificazione nel suo territorio, che visita costantemente, lasciando un segno visibile delle sue visite: il suo muschio e gli escrementi. Questi punti di riferimento, facilmente riconoscibili per le superfici lisce che presentano, si riconoscono inoltre da piccoli ramoscelli morti, dai gambi di rododendro, di salice o di altro legno dolce, e non sono mai molto lontani dal suolo.

### Alimentazione
Durante l'inverno, quando lo strato di neve al suolo è molto sottile, il mosco siberiano lo raschia con le zampe per trovare il muschio, i licheni e le foglie nascosti sotto. Quando invece la neve è troppo spessa asporta del lichene dagli alberi, strappa i germogli e mangia anche gli aghi di pino. Talvolta si arrampica sui tronchi d'albero contorti in cerca di nutrimento, o per rifugiarsi, incidendo con i suoi zoccoli, duri come il ferro, delle tacche sulla corteccia. È assai ghiotto di sale.

### Riproduzione

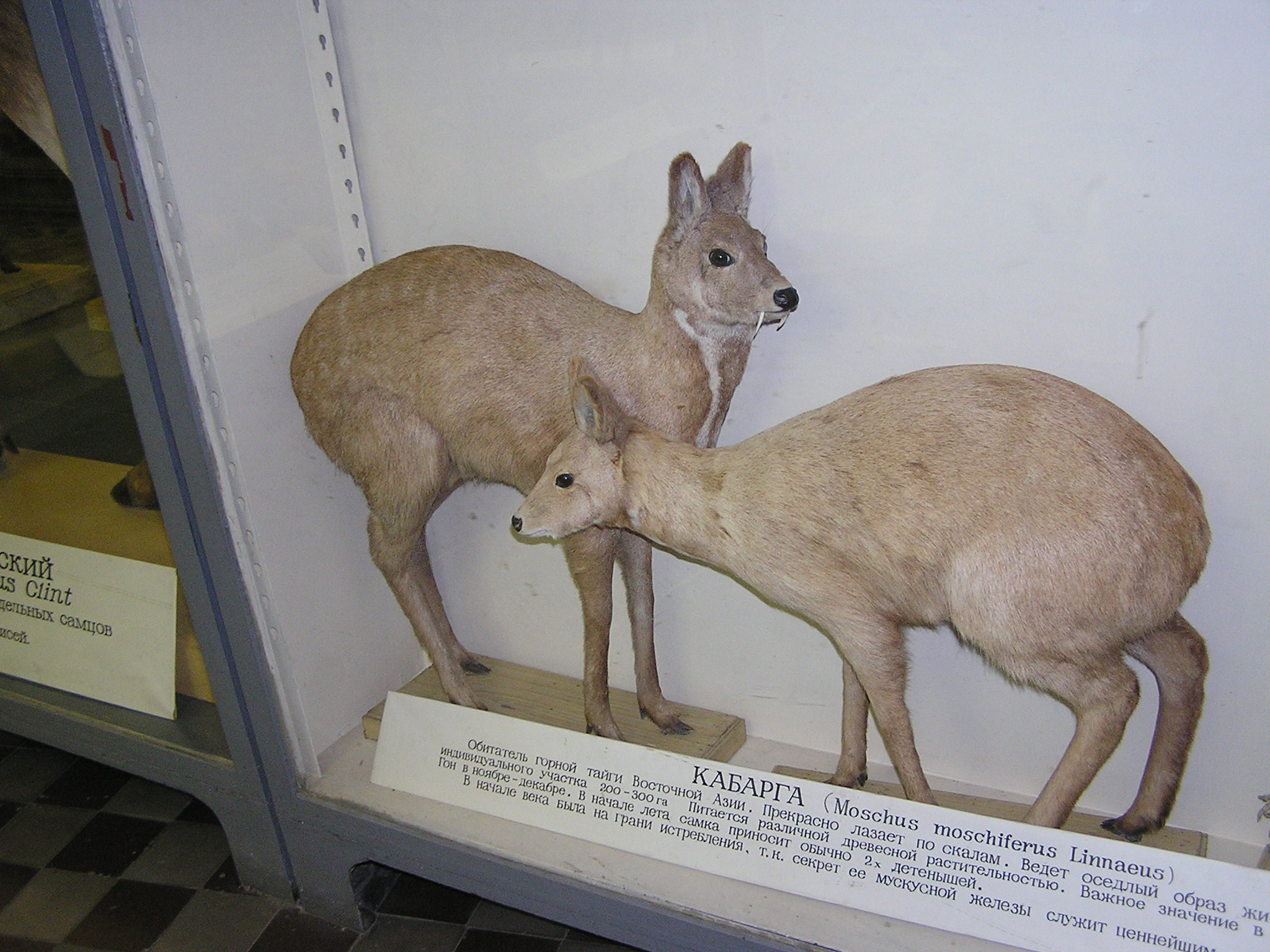
Moschi siberiani impagliati.

La stagione dell'accoppiamento va da dicembre a tutto gennaio, ossia molto più tardi di quanto si verifichi coi cervi propriamente detti. Coi loro grossi canini, simili a zanne, i maschi si battono in zuffe che talvolta hanno anche un esito mortale. Raggruppano poi le femmine nel territorio che hanno indicato con generosi depositi di muschio. Prima di «sequestrarla» nel proprio territorio, il maschio insegue la femmina, talvolta per ben 24 ore, sino a che, esausta, essa non cerchi di nascondersi tra i cespugli o dietro i massi rocciosi. Questo inseguire la femmina è noto come «la caccia»: l'accoppiamento può aver luogo sia nel corso della «caccia», sia al suo termine. La gestazione dura 190 giorni, e i piccoli nascono tra aprile e giugno. Il mosco siberiano, di solito, genera dei gemelli, diversamente da altre specie dello stesso genere. I piccoli rimangono nascosti nelle rocce o tra i cespugli sino al momento in cui non sono in grado di seguire la madre. In caso di pericolo, la femmina si allontana dal luogo dove è nascosto il piccolo; spesso finge di essere esausta o malata e, quando il predatore l'insegue, corre a nascondersi tra le rocce o in cima ad erte salite. I giovani raggiungono il loro pieno sviluppo, più o meno, tra i 15 e i 17 mesi, la maturità sessuale dopo i tre anni. Il neonato ha un mantello con striature trasversali rossastre e alcune striature biancastre longitudinali, che, dopo i tre mesi, saranno sostituite da un mantello pomellato.

### Nemici
I nemici del mosco siberiano adulto sono la martora dalla gola gialla, il cuon, la lince, il leopardo, il lupo, il leopardo delle nevi, l'orso  il ghiottone, e la tigre contro i quali il maschio cerca di difendersi con le sole zanne.
Tuttavia, anche le volpi e le aquile ne uccidono i piccoli. D'estate, inoltre, questi ruminanti vengono tormentati dai moscerini e dalle zanzare, mentre alcune mosche depongono le uova sotto la loro pelle, dove le larve si sviluppano. Il mosco siberiano è un animale estremamente timido, probabilmente perché ha parecchi nemici; questo spiega anche il perché del suo sonno tanto leggero: infatti si accorge rapidamente dei cacciatori che cercano di avvicinarsi e, appena sente il minimo rumore, questo Moschide fa un balzo verticale sulle quattro zampe e scappa, procedendo a scatti per un centinaio di metri, poi si arresta e guarda indietro per rendersi conto di quel che fanno i suoi inseguitori.

## Conservazione
La IUCN inserisce il mosco siberiano tra le specie vulnerabili. Infatti, viene cacciato per la sua sacca del muschio, che può raggiungere anche un valore di 45.000 dollari al kg. Da ogni maschio adulto, inoltre, vengono estratte solo poche decine di grammi di muschio. Sarebbe possibile rimuovere tale sacca anche senza uccidere l'animale, ma tale pratica viene impiegata solo molto raramente.